# Marcel Langiller
Marcel Langiller (2 juni 1908 – 25 december 1980) was een Franse voetballer en olympiër. Hij speelde in de spits, en kreeg de bijnaam "La Caille".

## Carrière
Langiller werd geboren in Charenton-le-Pont, Val-de-Marne. Tijdens zijn carrière speelde hij in 1928 voor CA Paris. Daarna speelde hij onder andere voor Excelsior Athlétic Club de Roubaix (1928-1933), Red Star (1934-1936), AS Saint-Étienne (1935-1937) en weer CA Paris (1936-1938). Hij won twee Coupe de France in 1928 en 1933.
Voor het Franse nationale team speelde hij 30 interlands, hierin scoorde hij 7 doelpunten, en nam hij deel aan de eerste editie van de FIFA-wereldbeker in 1930. Hij was de eerste voetballer die een assist gaf op een Wereldbeker.
Hij speelde in het Franse team dat naar de Olympische Zomerspelen 1928 in Amsterdam werd gestuurd.

## Interland-doelpunten
Scores en resultatenlijst Frankrijks doelpuntentotaal eerst, de scorekolom geeft de score aan na elk Langiller-doelpunt .
| Nummer | Datum            | Plaats                                              | Tegenstander      | Doelpunt | Resultaat | Wedstrijd             |
| ------ | ---------------- | --------------------------------------------------- | ----------------- | -------- | --------- | --------------------- |
| 1.     | 17 mei 1928      | Stade Olympique Yves-du-Manoir, Colombes, Frankrijk | Engeland          | 1-0      | 1-5       | Vriendschappelijk     |
| 2.     | 13 juni 1930     | Estadio Pocitos, Montevideo, Uruguay                | Mexico            | 2-0      | 4-1       | FIFA Wereldbeker 1930 |
| 3.     | 15 februari 1931 | Stade Olympique Yves-du-Manoir, Colombes, Frankrijk | Tsjechi-Slowakije | 1-1      | 1-2       | Vriendschappelijk     |
| 4.     | 14 mei 1931      | Stade Olympique Yves-du-Manoir, Colombes, Frankrijk | Engeland          | 3-1      | 5-2       | Vriendschappelijk     |
| 5.     | 8 mei 1932       | Stade Olympique Yves-du-Manoir, Colombes, Frankrijk | Schotland         | 1-3      | 1-3       | Vriendschappelijk     |
| 6.     | 26 maart 1933    | Stade Olympique Yves-du-Manoir, Colombes, Frankrijk | België            | 2-0      | 3-0       | Vriendschappelijk     |
| 7.     | 31 oktober 1937  | Olympisch Stadion, Amsterdam, Nederland             | Nederland         | 2-0      | 3-2       | Vriendschappelijk     |